# Jean Constant-Demaison
Jean Constant-Demaison, nacido el año 1911 en Savoya y fallecido el 1999, fue un escultor autodidacta francés. 
Utilizó el cincel para tallar madera de roble sin nudos, que era su material exclusivo.